# NBA All-Star Game 2009
Le NBA All-Star Game 2009 a été joué le 15 février 2009 dans le US Airways Center de Phoenix (Arizona), domicile des Suns de Phoenix. Le match est le 58e All-Star Game annuel. Les autres villes candidates pour accueillir l'événement étaient Toronto, New York, Oakland et Milwaukee. Phoenix accueille cet événement pour la troisième fois de son histoire après 1975 et 1995.
Les joueurs de la Conférence Ouest battent les joueurs de la Conférence Est 146 à 119. Kobe Bryant et Shaquille O'Neal ont été élus conjointement MVP de la rencontre. Kobe Bryant, meilleur marqueur du match avec 27 points partage le trophée avec son ancien coéquipier des Lakers, Shaquille O'Neal, auteur de 17 points en seulement 11 minutes de temps de jeu. Ils obtiennent cette récompense pour la 3e fois de leur carrière, rejoignant ainsi Michael Jordan et Oscar Robertson, lauréats à trois reprises. Après un bon début de match des All-Star de l'Est emmenés par LeBron James, meilleur marqueur à l'Est avec 20 points, les All-Star de l'Ouest ont repris l'avantage avec la rentrée de O'Neal et de Parker et ont creusé définitivement l'écart lors du 3e quart-temps pour l'emporter de 27 points.

## Calendrier duNBA All-Star Week-end
- Vendredi 13 février: NBA Cares, NBA All-Star Weekend Celebrity Game, Rookie Challenge et Dream Factory.
- Samedi 14 février: D-League All-Star Game, Shooting Stars Competition, Skills Challenge, Three-Point Shootout et Slam Dunk Contest.
- Dimanche 15 février: 58e NBA All-Star Game.

## Liste des All-Stars
Cette édition du All-Star Game est marquée par deux événements : la quinzième sélection de Shaquille O'Neal au All-Star Game et la forte participation au scrutin de la part des fans. Shaq devient au passage le plus vieux MVP de l'histoire du All-Star Game.
Avec cette quinzième sélection, O'Neal, devancé par Yao Ming pour le poste de pivot titulaire, est choisi par les entraîneurs en tant que remplaçant et devient ainsi le deuxième joueur le plus capé de l'histoire de la NBA lors de cet événement derrière Kareem Abdul-Jabbar qui compte dix-neuf participations. Dwight Howard, du Magic d'Orlando,  bat le record du nombre de votes obtenus par un joueur dans l'histoire du All-Star Game et devient le premier joueur à récolter plus de trois millions de voix (3 150 181). LeBron James s'approche de cette barre des trois millions (2 940 823). Kobe Bryant est le troisième joueur le plus plébiscité, et le premier à l'Ouest avec 2 805 397 votes. Quatre joueurs, évoluant dans l'équipe de l'Est obtiennent leur première sélection : Devin Harris, Danny Granger et Jameer Nelson. Ce dernier, blessé, est remplacé par Maurice Williams qui connaît également sa première sélection. Le Français Tony Parker est retenu pour la troisième fois de sa carrière après 2006 et 2007.

## Joueurs
| Pos.        | Joueur            | Équipe                 | Participation | Nombre de votes |
| Titulaires  | Titulaires        | Titulaires             | Titulaires    | Titulaires      |
| ----------- | ----------------- | ---------------------- | ------------- | --------------- |
| PG          | Allen Iverson     | Pistons de Détroit     | 10e           | 1 804 649       |
| SG          | Dwyane Wade       | Heat de Miami          | 5e            | 2 741 413       |
| SF          | LeBron James      | Cavaliers de Cleveland | 5e            | 2 940 823       |
| PF          | Kevin Garnett     | Celtics de Boston      | 12e           | 2 066 833       |
| C           | Dwight Howard     | Magic d'Orlando        | 3e            | 3 150 181       |
| Remplaçants |                   |                        |               |                 |
| PG          | Jameer Nelson*    | Magic d'Orlando        | 1re           | 354 773         |
| PG          | Devin Harris      | New Jersey Nets        | 1re           | 1 182 406       |
| SG          | Maurice Williams* | Cavaliers de Cleveland | 1re           | 16 190          |
| SF          | Paul Pierce       | Celtics de Boston      | 7e            | 1 238 763       |
| PF          | Rashard Lewis     | Magic d'Orlando        | 2e            | 230 000         |
| PF          | Chris Bosh*       | Raptors de Toronto     | 4e            | 1 101 052       |
| PG          | Danny Granger     | Pacers de l'Indiana    | 1re           | 365 810         |
| SG          | Ray Allen*        | Celtics de Boston      | 9e            | 851 205         |
| SG          | Joe Johnson       | Hawks d'Atlanta        | 3e            | 420 210         |

| Pos.        | Joueur            | Équipe                | Participation | Nombre de votes |
| Titulaires  | Titulaires        | Titulaires            | Titulaires    | Titulaires      |
| ----------- | ----------------- | --------------------- | ------------- | --------------- |
| PG          | Chris Paul        | New Orleans Hornets   | 2e            | 2 134 798       |
| SG          | Kobe Bryant       | Lakers de Los Angeles | 11e           | 2 805 397       |
| SF          | Amar'e Stoudemire | Suns de Phoenix       | 4e            | 1 460 429       |
| PF          | Tim Duncan        | Spurs de San Antonio  | 11e           | 2 578 168       |
| C           | Yao Ming          | Rockets de Houston    | 7e            | 2 532 958       |
| Remplaçants |                   |                       |               |                 |
| PG          | Tony Parker       | Spurs de San Antonio  | 3e            | 1 084 361       |
| PG          | Chauncey Billups  | Nuggets de Denver     | 4e            | 466 073         |
| SG          | Brandon Roy       | Portland TrailBlazers | 2e            | 468 688         |
| PF          | David West        | New Orleans Hornets   | 2e            | 44 907          |
| PF          | Dirk Nowitzki     | Mavericks de Dallas   | 8e            | 1 107 926       |
| PF          | Pau Gasol         | Lakers de Los Angeles | 2e            | 948 301         |
| C           | Shaquille O'Neal  | Suns de Phoenix       | 15e           | 1 850 015       |

* Chris Bosh et Jameer Nelson sont forfaits sur blessure. Ray Allen et Maurice Williams ont été appelés pour les remplacer.

### Entraîneurs
Phil Jackson (Lakers de Los Angeles) dirige la sélection de l'Ouest et Mike Brown (Cavaliers de Cleveland) dirige la sélection de l'Est.

### T-MobileRookie Challenge
Le match se déroule le vendredi 13 février 2009. L'équipe des Sophomores bat l'équipe des Rookies 122 à 116. Kevin Durant est élu MVP. Auteur de 46 points avec l'équipe des Sophomores, il bat le record de points inscrits lors d'un Rookie Challenge qui était détenu jusqu'alors par Amar'e Stoudemire avec 36 points depuis l'édition de 2004.
Les joueurs participants sont choisis par un vote des entraîneurs adjoints de la ligue (même si les votes totaux ne sont pas publiés).
| Pos. | Joueur            | Équipe                    |
| ---- | ----------------- | ------------------------- |
| PF   | Michael Beasley   | Heat de Miami             |
| SG   | Rudy Fernández    | Trail Blazers de Portland |
| C    | Marc Gasol        | Grizzlies de Memphis      |
| SG   | Eric Gordon       | Los Angeles Clippers      |
| C    | Brook Lopez       | New Jersey Nets           |
| SG   | O. J. Mayo        | Grizzlies de Memphis      |
| C    | Greg Oden         | Trail Blazers de Portland |
| PG   | Derrick Rose      | Bulls de Chicago          |
| PG   | Russell Westbrook | Thunder d'Oklahoma City   |

| Pos. | Joueur          | Équipe                  |
| ---- | --------------- | ----------------------- |
| PG   | Aaron Brooks    | Rockets de Houston      |
| SF   | Wilson Chandler | Knicks de New York      |
| SF   | Kevin Durant    | Thunder d'Oklahoma City |
| PF   | Jeff Green      | Thunder d'Oklahoma City |
| C    | Al Horford      | Hawks d'Atlanta         |
| PF   | Luis Scola      | Rockets de Houston      |
| SF   | Al Thornton     | Los Angeles Clippers    |
| PG   | Rodney Stuckey  | Pistons de Détroit      |
| PF   | Thaddeus Young  | 76ers de Philadelphie   |

### Entraîneurs
Les équipes étaient dirigées par John Kuester, entraîneur adjoint des Cavaliers de Cleveland pour les Sophomores et Kurt Rambis, entraîneur adjoint des Lakers de Los Angeles pour les Rookies. Dwyane Wade et Dwight Howard ont été choisis en tant qu'entraîneur assistant respectivement pour l'équipe des rookies et celles des sophomores.

## SpriteSlam Dunk Contest
Nate Robinson a remporté le concours lors d'un vote par SMS des fans. Il l'emporte par 52 % des suffrages devant Dwight Howard (48 %).

### Participants
| Pos.    | Joueur            | Équipe                | Taille | 1er tour  | 2e tour |
| ------- | ----------------- | --------------------- | ------ | --------- | ------- |
| Meneur  | Nate Robinson     | Knicks de New York    | 1,75 m | 46+41=87  | 52 %    |
| Pivot   | Dwight Howard*    | Magic d'Orlando       | 2,10 m | 50+50=100 | 48 %    |
| Arrière | J. R. Smith**     | Nuggets de Denver     | 1,98 m | 43+42=85  |         |
| Arrière | Rudy Fernández*** | Portland TrailBlazers | 1,96 m | 42+42=84  |         |

* Tenant du titre
** J. R. Smith a remplacé Rudy Gay, blessé.
*** Les fans ont désigné le 4e participant par un vote entre Joe Alexander des Bucks de Milwaukee, Rudy Fernández des Trail Blazers de Portland et Russell Westbrook du Thunder d'Oklahoma City. Le 18 janvier 2009, il a été annoncé que Rudy Fernández serait le quatrième participant du Slam Dunk Contest.

## Foot LockerThree-point Shootout
Daequan Cook remporte le concours avec un score de 19 points lors d'une prolongation face à Rashard Lewis.

### Participants
| Poste       | Joueur        | Équipe               | Tirs réussis | Tirs tentés | %    | 1er tour | 2e tour | Prolongations |
| ----------- | ------------- | -------------------- | ------------ | ----------- | ---- | -------- | ------- | ------------- |
| Arrière     | Daequan Cook  | Heat de Miami        | 105          | 256         | 41,0 | 18       | 15      | 19            |
| Ailier fort | Rashard Lewis | Magic d'Orlando      | 137          | 327         | 41,9 | 17       | 15      | 7             |
| Ailier      | Jason Kapono* | Raptors de Toronto   | 52           | 124         | 41,9 | 16       | 14      |               |
| Meneur      | Mike Bibby    | Hawks d'Atlanta      | 114          | 279         | 40,9 | 14       |         |               |
| Ailier      | Danny Granger | Pacers de l'Indiana  | 120          | 299         | 40,1 | 13       |         |               |
| Arrière     | Roger Mason   | Spurs de San Antonio | 103          | 229         | 45,0 | 13       |         |               |

* Tenant du titre

## PlayStationSkills Challenge
Derrick Rose remporte le concours en battant en finale Devin Harris.

### Participants
| Poste   | Joueur           | Équipe                 | Taille | 1er tour | 2e tour |
| ------- | ---------------- | ---------------------- | ------ | -------- | ------- |
| Meneur  | Derrick Rose     | Bulls de Chicago       | 1,90 m | 33,3 s   | 35,3 s  |
| Arrière | Devin Harris     | New Jersey Nets        | 1,91 m | 33,6 s   | 39,7 s  |
| Meneur  | Maurice Williams | Cavaliers de Cleveland | 1,85 m | 37,5 s   |         |
| Meneur  | Tony Parker      | Spurs de San Antonio   | 1,88 m | 50,8 s   |         |

## Droits de diffusion dans le monde
- Australie: ESPN Australia
- Belgique: Be 1
- Bosnie-Herzégovine: Televizija OBN
- Côte d'Ivoire: RTI
- Chine: CCTV-5
- Tchéquie: Nova Sport
- Danemark: DK4
- Finlande: URHEILU+KANAVA
- France: Canal+
- Allemagne: ZDF
- Hong Kong: TVB Pearl
- Hongrie: Sport 1
- Indonésie: JakTV
- Israël: Sport 5
- Italie: SKY Sport 2
- Japon: NHK
- Lettonie: LTV7
- Malte: Melita Sports 1
- Pays-Bas: Sport1
- Philippines: C/S 9, BTV
- Pologne: Canal+ Sport
- Portugal: Sport TV
- Roumanie: Boom Sport One
- Russie: NTV Plus Sport
- Espagne: Canal+ Deportes
- Turquie: NTV
- Royaume-Uni: Five

## Anecdotes
- Jamais les fans n'avaient autant voté pour élire les cinq majeurs du All Star Game NBA. Les cinq joueurs ayant reçu le plus de votes cette saison (Dwight Howard, LeBron James, Kobe Bryant, Dwyane Wade et Tim Duncan) réalisent les cinq meilleurs scores de l'histoire[réf. nécessaire].
- Dwight Howard réalise le meilleur total de votes de l'histoire avec 3 150 181 voix. C'est la première fois qu'un joueur dépasse les 3 millions de voix[réf. nécessaire].
- L'équipe la plus représentée est celle du Magic d'Orlando avec 3 joueurs: Dwight Howard, Rashard Lewis et Jameer Nelson. Ce dernier, blessé, est remplacé par Ray Allen, ce qui fait des Celtics de Boston l'équipe la plus représentée avec Kevin Garnett, Ray Allen, et Paul Pierce.
- 4 joueurs non-américains ont été sélectionnés, évoluant tous avec l'équipe de la Conférence Ouest: Yao Ming (Chine), Dirk Nowitzki (Allemagne), Pau Gasol (Espagne) et Tony Parker (France).